# Danielle Moonstar
Danielle Moonstar, conosciuta anche come Psyche e successivamente come Mirage, è un personaggio dei fumetti creato dallo scrittore Chris Claremont (testi) e Bob McLeod (disegni), pubblicato dalla Marvel Comics. La sua prima apparizione è in Marvel Graphic Novel n. 4: The New Mutants (1982).
È una supereroina mutante, che ha iniziato la sua carriera nei Nuovi Mutanti, per poi diventare una degli X-Men.

## Biografia del personaggio
Danielle è una nativa americana (precisamente, una Cheyenne) ed è nata a Boulder, in Colorado. Tra tutti i mutanti nativi americani ha più di altri conservato il rapporto con la sua cultura di origine.
Come tutti i mutanti i suoi poteri si mostrarono durante la pubertà e una delle prime manifestazioni dei suoi poteri fu una visione dei suoi genitori morti uccisi da un orso demoniaco. Poco dopo i suoi genitori, terrorizzati, la cacciarono e lei andò a vivere con suo nonno, Aquila Nera. Il nonno la spedì poi alla Xavier School affinché imparasse a controllare i suoi poteri.

### Decimation
Dopo Decimation Danielle perse i suoi poteri, tuttavia è stata assunta da Hank Pym e Tony Stark come psicologa nel progetto L'Iniziativa: viene infatti incaricata di assistere un giovane mutante chiamato Trauma (Terence Ward) a controllare il suo potere di trasformarsi nella più grande paura di chi gli sta vicino.
Successivamente si riunisce agli X-Men a San Francisco, dove diventa istruttrice dei Giovani X-Men assieme a Sunspot.

## Poteri
Inizialmente i poteri di Moonstar consistevano nella capacità di materializzare psionicamente le più grandi paure di chi le stava vicino. Danielle però non era in grado di controllare questa abilità, perciò la cosa le creò non pochi problemi. Successivamente imparò a gestire meglio i propri poteri e scoprì di avere anche altre capacità di natura psionica, tra queste una forma di telepatia, che le permetteva di comunicare mentalmente con gli animali di tipo superiore (mammiferi ed uccelli), questa abilità si rivelò molto utile per comunicare con la sua amica Wolfsbane, nei momenti in cui quest'ultima era trasformata nella sua forma animalesca; in seguito Moonstar mostrò la capacità di creare armi tangibili costituite di energia psionica, anche se al prezzo di grande sforzo e dispendio di energie. Tali armi (ad esempio frecce o pugnali) quando colpiscono un avversario gli fanno percepire un dolore reale di tipo psichico, pur non avendo conseguenze sul piano fisico. Per un certo periodo di tempo Moonstar venne trasformata in una Valchiria del reame divino di Asgard.

## Altri media

### Cinema
Mirage è una dei cinque protagonisti del film The New Mutants (2020), ed interpretata dall'attrice Blu Hunt.

### Televisione
Danielle Moonstar è apparsa nella serie animata X-Men: Evolution come una dei membri della squadra, i Nuovi Mutanti.